# Jatropha variegata
Jatropha variegata är en törelväxtart som beskrevs av Vahl. Jatropha variegata ingår i släktet Jatropha och familjen törelväxter. Inga underarter finns listade i Catalogue of Life.